# Me cansé de ti
"Me cansé de ti" es una canción interpretada por el artista puertorriqueño Obie Bermúdez, que está incluido en su segundo álbum de estudio Confesiones. La canción fue escrita por Gian Marco y producida por Cachorro López. Se lanzó como el segundo sencillo del álbum en septiembre de 2003 bajo el sello discográfico EMI Latin.

## Lista de canciones

### CD - Sencillo[4]
| Me cansé de ti — Single |                  |          |  |
| N.º                     | Título           | Duración |  |
| 1.                      | «Me cansé de ti» | 3:08     |  |

## Posicionamiento en listas
| Listas (2003)                    | Máxima posición |
| -------------------------------- | --------------- |
| U.S. Billboard Hot Latin Tracks  | 1               |
| U.S. Billboard Latin Airplay     | 1               |
| U.S. Billboard Latin Pop Airplay | 2               |

### Sucesión en las listas
| Predecesor: Mientes tan bien de Sin Bandera | U.S. Billboard Hot Latin Tracks — Sencillo N°. 1 3 de enero de 2004 - 9 de enero de 2004 | Sucesor: Mientes tan bien de Sin Bandera |